# Arroyo Hondo, Puebla
Arroyo Hondo är en ort i Mexiko.   Den ligger i kommunen Jopala och delstaten Puebla, i den sydöstra delen av landet, 160 km nordost om huvudstaden Mexico City. Arroyo Hondo ligger 677 meter över havet och antalet invånare är 114.
Terrängen runt Arroyo Hondo är lite bergig. Runt Arroyo Hondo är det ganska tätbefolkat, med 60 invånare per kvadratkilometer. Närmaste större samhälle är Xicotepec de Juárez, 15,6 km nordväst om Arroyo Hondo. Omgivningarna runt Arroyo Hondo är en mosaik av jordbruksmark och naturlig växtlighet.